# Mk1 (神経剤解毒剤キット)

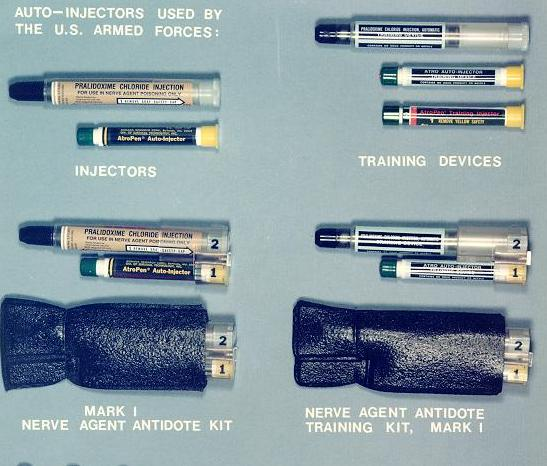
Mk1 神経剤解毒剤キット。右は訓練用。

Mk1は、アメリカ軍等が用いている神経剤解毒剤キット(Nerve Agent Antidote Kit, NAAK)。解毒剤が封入された2本組のプラスチック製自動注射器のセットであり、サリンやVXガス等の神経剤の暴露を受けた場合に、自己注射等を行う。

## 概要
神経剤・神経ガスは強力な化学兵器であり、致死性が高いため、その暴露を受けた際は迅速な治療が求められる。アメリカ軍では、暴露を受けた兵士の自己治療及び同僚の兵士による治療用に、Mk1 神経剤解毒剤キット(NAAK)を開発している。Mk1NAAKは、2本組の自動注射器からなっており、神経剤の攻撃を受ける可能性がある場合に配布される。キットは、神経剤に暴露した際は直ちに使用する。キットのクリップから注射器を取り外すと、注射器の針が現れ、それを太ももか臀部の上部の筋肉部に10秒間ほど押し付けると体内に薬剤が注入される。1本目の短い注射器には、アトロピンが2mg/0.7ccが入っており、2本目の長い注射器にはプラリドキシムヨウ化メチル(PAM)が600mg/2cc入っており、順に注射する。化学防護服の上からでも使用可能であり、使用数を確認できるように使用後は注射器の針を折っておくことが求められる。最大使用数は3セットとされており、重症の場合には別途所持している抗痙攣薬のジアゼパムも投与すべきとされる。
なお、神経剤の暴露を受けていない場合に使用すると、別の障害を引き起こすため、注意を要する。
また、後継となるATNAA (Antidote Treatment Nerve Agent Auto-Injector)も開発されている。